# اتومو یوشیهیده
اتومو یوشیهیده (انگلیسی: Otomo Yoshihide; ۱ اوت ۱۹۵۹ – ) موسیقی‌دان اهل ژاپن بود.